# Stefan Schwartze (Politiker)
Stefan Schwartze (* 23. Mai 1974 in Bad Oeynhausen) ist ein deutscher Politiker (SPD) und seit Oktober 2009 Mitglied des Deutschen Bundestages. Seit Januar 2022 ist er Beauftragter der Bundesregierung für die Belange der Patientinnen und Patienten.

## Ausbildung und Beruf
Schwartze wuchs in Vlotho im Kreis Herford in Ostwestfalen auf, wo er auch die Schule besuchte und bis heute lebt. Er hat eine Berufsausbildung zum Industriemechaniker absolviert. Danach legte er sein Fachabitur ab. Von 1998 bis zu seiner Wahl in den Bundestag 2009 war er bei der Herbert Kannegiesser GmbH in Vlotho als Industriemechaniker beschäftigt.

## Öffentliche Ämter

### Kreistag Herford
Von 1999 bis 2009 war Schwartze Mitglied des Kreistages des Kreises Herford. Ab 2004 war Schwartze dort stellvertretender Vorsitzender der SPD-Kreistagsfraktion. Während seiner Tätigkeit als stellvertretender Vorsitzender gehörte er dem Verwaltungsrat des Klinikums Herford an.

### Mitglied des Deutschen Bundestages
Bei der Bundestagswahl 2009 wurde Schwartze im Bundestagswahlkreis Herford – Minden-Lübbecke II als Direktkandidat in den 17. Deutschen Bundestag gewählt. Nach der Neueinteilung der Wahlkreise für die Bundestagswahl 2013 war Schwartze direkt gewählter Abgeordneter des Wahlkreises (Herford – Minden-Lübbecke II), der den Kreis Herford und die Stadt Bad Oeynhausen umfasst, im 18. Deutschen Bundestag. Bei den Bundestagswahlen 2017 und 2021 konnte Schwartze den Wahlkreis erneut gewinnen und als Direktkandidat in den Bundestag einziehen.
Ab 2009 war Schwartze ordentliches Mitglied des Petitionsausschusses (seit 2013 Obmann) und ordentliches Mitglied im Ausschuss für Familie, Senioren, Frauen und Jugend. Im 17. und 18. Deutschen Bundestag war er auch stellvertretendes Mitglied im Ausschuss für Ernährung und Landwirtschaft. Schwartze war zudem jugendpolitischer Sprecher der SPD-Bundestagsfraktion und deren Sprecher für den Bereich Petitionen.
Am 12. Januar 2022, einen Monat nach dem Amtsbeginn der Regierung Scholz, wurde er auf Vorschlag von Bundesgesundheitsminister Karl Lauterbach (SPD) zum Beauftragten der Bundesregierung für die Belange der Patientinnen und Patienten ernannt.

## SPD
Seit 1994 ist Schwartze Mitglied der SPD, seit 2006 Vorsitzender des SPD-Kreisverbandes Herford und seit 2014 Regionalvorsitzender der SPD Ostwestfalen-Lippe.

## Mitgliedschaften
Schwartze ist Mitglied der IG Metall (seit 1991), der Freiwilligen Feuerwehr der Stadt Vlotho, der Arbeiterwohlfahrt, des Kinderschutzbundes, des Verwaltungsrates des Diakonischen Werks im Kirchenkreis Vlotho, von Arminia Bielefeld und im Vlothoer Bündnis gegen das Collegium Humanum. Er ist Vorsitzender des Fördervereins (Helfervereinigung) des Technischen Hilfswerks des Ortsverbandes Vlotho und des Bundestagsfanclubs DSC Arminia Bielefeld. Außerdem gehört Schwartze dem SoVD an.

## Privates
Schwartze ist evangelischen Glaubens und verheiratet.